# Anatoli Vérxik
Anatoli Vérxik   (Sant Petersburg, 28 de desembre de 1933 - Sant Petersburg, 14 de febrer de 2024) va ser un matemàtic soviètic i rus. És famós pel seu treball conjunt amb Sergei Vasilièvitx Kerov sobre representacions de grups simètrics infinits i aplicacions a les subseqüències més llargues.